# El Camichín
El Camichín es una localidad del estado mexicano de Jalisco. Es parte del municipio de Tequila.

## Demografía
| Censo | Población |
| ----- | --------- |
| 2010  | 112       |
| 2020  | 1 115     |